# R8000
R8000 — 64-разрядный микропроцессорный комплект с архитектурой MIPS разработанный компанией MIPS Technologies, Inc. (MTI), Toshiba, и Weitek. Первый серийный процессор, реализующий систему команд MIPS IV. Во время разработки также назывался TFP (Tremendous Floating-Point).
Разработан в 1994 году.

## Состав

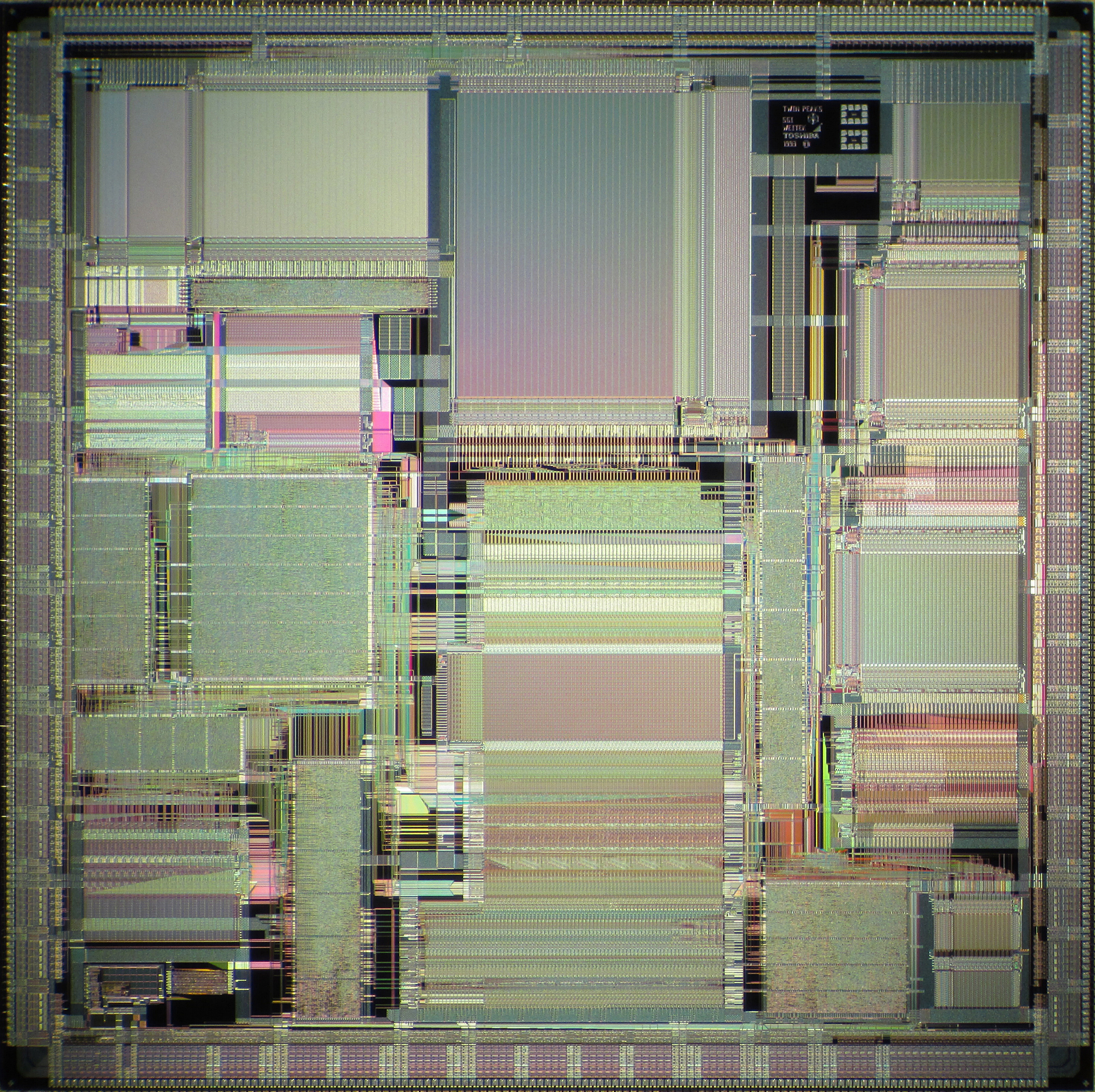
R8000 производства Toshiba, микрофотография кристалла

Комплект состоит из микропроцессора R8000 и сопроцессора для вычислений с плавающей запятой R8010. Совместно с ними используются 2 заказных микросхемы ОЗУ тегов и набор микросхем синхронной статической памяти объёмом от 1 до 16 Мбайт для реализации кэша.
R8000 является суперскалярным процессором, с возможностью исполнения до 4 инструкций (2 АЛУ и 2 операции с памятью) за такт без переупорядочивания (in-order). Имеет 5 стадийный конвейер.

## История
Разработка процессора началась в начале 90-х в SGI. Целью разработки было достижение производительности суперкомпьютеров 1990 годов микропроцессором, а не схемой из множества микросхем, таких как БМК, использовавшихся в суперкомпьютерах того времени.
Первые подробности о R8000 появились в апреле 1992 года. Выпуск процессора ожидался в 1993 году, но был задержан до середины 1994 года. Первые R8000 с частотой 75 МГц стоили 2,5 тыс. USD. В середине 1995 года SGI стала использовать 90 МГц комплекты. Высокая стоимость R8000 и узкая применимость (технические и научные расчеты) уменьшили долю рынка, и, хотя в своей нише он был популярен, позже был заменен более дешёвым и производительным процессором R10000, выпущенном в январе 1996 года.
R8000 использовался в компьютерах SGI: Power Indigo2, Power Challenge, Power ChallengeArray, Power Onyx. В ноябре 1994 года 10% самых производительных суперкомпьютеров из списка TOP500 использовали R8000. Самыми производительными системами на базе R8000 были 4 системы Power Challenge на позициях с 154 по 157. В каждом использовалось 18 процессоров R8000. Максимальная теоретическая производительность этих суперкомпьютеров составляла 5,4 гигафлопс, каждого процессора — 0,3 гигафлопс

## Технология
В R8000 использовано более 2,6 млн транзисторов, размеры кристалла 17,34 мм на 17,30 мм (299.98 мм²). Математический сопроцессор R8010 состоит из 830 тыс. транзисторов (суммарно с процессором — 3,43 млн). Оба чипа производились Toshiba по процессу VHMOSIII (0,7 мкм, 3 слоя металла, КМОП). Оба чипа устанавливались в 591-выводный керамический корпус (CPGA), питались от 3,3 вольт. Тепловыделение R8000 составляло 13 Вт на частоте 75 МГц.